# Don't Let Me Get Me
«Don't Let Me Get Me» (en español: «No me Permitas Tenerme») es el segundo sencillo del álbum M!ssundaztood de la cantante Pink siguiendo el éxito de su antecesor Get the Party Started en las listas de chart de los Estados Unidos en el cual obtuvo la posición ocho, en Reino Unido la posición seis y Canadá la posición veinte. 
La canción habla del estereotipo de imagen que se ve en las cantantes pop (como Britney Spears o Christina Aguilera) dejando en claro que ella es diferente a ese estereotipo de mujer.

## Lista de canciones
- CD Maxi sencillo

1. «Don't Let Me Get Me» [Radio Mix] - 3:31
2. «Don't Let Me Get Me» [John Shanks Remix] - 3:16
3. «Don't Let Me Get Me» [Maurice's Nu Soul Mix] - 6:03
4. «Get the Party Started/Sweet Dreams» - 4:05
5. «Don't Let Me Get Me» [Video] [Bonus]

- CD Australia

1. «Don't Let Me Get Me» [Radio Mix] - 3:32
2. «Don't Let Me Get Me» [John Shanks Remix] - 3:12
3. «There You Go» [Live from Sydney] - 3:09
4. «Don't Let Me Get Me» [Juicy Horn Mix] - 9:32

- Sencillo en CD

1. «Don't Let Me Get Me» [Radio Edit] - 3:30
2. «Get the Party Started» [Redman Remix Clean Radio Edit] - 4:03

## Posicionamiento en listas
| Listas (2002)                         | Mejor posición |
| ------------------------------------- | -------------- |
| Alemania (Offizielle Deutsche Charts) | 10             |
| Australia (ARIA)                      | 8              |
| Austria (Ö3 Austria Top 40)           | 10             |
| Bélgica (Flandes) (Ultratop 50)       | 6              |
| Dinamarca (Tracklisten)               | 4              |
| Estados Unidos (Billboard Hot 100)    | 8              |
| Estados Unidos (Pop Airplay)          | 1              |
| Estados Unidos (Dance Club Songs)     | 31             |
| Estados Unidos (Adult Pop Airplay)    | 16             |
| Estados Unidos (Radio Songs)          | 8              |
| Finlandia (OFC)                       | 34             |
| Francia (SNEP)                        | 42             |
| Hungría (Single Top 40)               | 9              |
| Irlanda (IRMA)                        | 5              |
| Italia (FIMI)                         | 6              |
| Noruega (VG-lista)                    | 7              |
| Nueva Zelanda (Recorded Music NZ)     | 1              |
| Países Bajos (Mega Single Top 100)    | 6              |
| Reino Unido (UK Singles Chart)        | 90             |
| Suecia (Sverigetopplistan)            | 5              |
| Suiza (Schweizer Hitparade)           | 10             |